# Mélniki
Mélniki (en ucraïnès i rus: Мельники) és un poble de la República Autònoma de Crimea a Ucraïna, que el 2014 tenia 285 habitants. Pertany al districte de Bilogorsk.